# Stadio Robert Bobin
Lo Stadio Robert Bobin (in francese Stade Robert-Bobin) è uno stadio situato a Bondoufle, nel dipartimento Essonne dell'Île-de-France. Ospita dal 2016 le partite casalinghe della squadra di calcio del Fleury 91, attualmente militante in quarta divisione.

## Storia
Costruito nel 1993 in previsione dei II Giochi della Francofonia dell'anno successivo, l'impianto è intitolato a Robert Bobin, atleta di salto triplo e dirigente sportivo che è stato presidente della Federatletica francese. Il complesso comprende una pista d'atletica, un campo di calcio e di rugby. È il quinto stadio più grande dell'Île-de-France.

## Incontri di club
Ha ospitato la finale del campionato francese di football americano nel 1993 e nel 1994.

## Incontri internazionali
Il 4 giugno 2006 si è tenuta un'amichevole della Costa d'Avorio in preparazione al Mondiale di calcio 2006 contro la Slovenia. Il 2 marzo 2008 gli ivoriani vi hanno disputato un'ulteriore amichevole contro la Tunisia. L'11 febbraio 2010 ha avuto luogo un'amichevole tra Camerun e Guinea.